# Anna Stanislawowna Schtscherbakowa
Anna Stanislawowna Schtscherbakowa (russisch Анна Станиславовна Щербакова [ˈanːə ɕːɪrbɐˈkovə]; englisch Anna Shcherbakova; * 28. März 2004 in Moskau) ist eine russische Eiskunstläuferin, die im Einzellauf startet. Sie ist Olympiasiegerin von 2022, Weltmeisterin von 2021, Vizeeuropameisterin von 2020 und Europameisterin von 2022. In den Jahren 2019, 2020 und 2021 wurde sie zudem russische Meisterin.
Sie wird wie Alina Sagitowa auch von Eteri Tutberidse, Sergei Dudakow und Daniil Gleichenhaus trainiert.

## Karriere
Anna Schtscherbakowa begann im Alter von dreieinhalb Jahren mit dem Eiskunstlauf. Seit November 2013 wird sie von Eteri Tutberidse trainiert.

### Saison 2017/18
Während Schtscherbakowa sich im Sommer 2017 auf ihr internationales Debüt bei den Junioren vorbereitete, erlitt sie einen Sturz während einer Dreifach-Rittberger-Kombination und brach sich dabei ein Bein. Die Genesung dauerte mehrere Monate. Daraufhin verpasste sie die erste Hälfte der Saison. Bei ihren ersten Russischen Juniorenmeisterschaften im Januar 2018 belegte sie nur den 13. Platz.

### Saison 2018/19
In der zweiten Hälfte des Jahres 2018 gab sie ihr internationales Debüt mit der Teilnahme an der ISU-Junioren-Grand-Prix-Serie. Sie gewann die slowakische Etappe im August mit 205,39 Punkten und die kanadische im September mit 195,56 und qualifizierte sich damit für das Finale in Vancouver im Dezember, wo sie in der Kür beim vierfachen Lutz fiel und nur den fünften Platz belegte.
Auf der zweiten Etappe des russischen Pokals[A] in Joschkar-Ola hat sie als erste Frau erfolgreich zwei vierfache Lutz in ihre Kür eingebaut.
Ende Dezember 2018 bei ihrer ersten Russischen Meisterschaft bei den Erwachsenen belegte die 14-Jährige den ersten Platz mit 229,78 Punkten. Sie hatte nach dem Kurzprogramm nur den 5. Rang belegt, stieg aber mit einer perfekten Kür, die direkt mit einem vierfachen Lutz begann, auf den ersten Platz.
Bei den Russischen Juniorenmeisterschaften 2019 Anfang Februar gewann sie mit 223,97 Punkten die Bronzemedaille hinter Alexandra Trussowa (mit 233,99 Punkten) und Aljona Kostornaja (mit 230,79).
Beim Europäischen Olympischen Jugendfestival in Sarajevo später im selben Monat gewann sie mit 202,79 Punkten die Goldmedaille.
Im März 2019 nahm sie an ihren ersten Juniorenweltmeisterschaften teil und gewann dort mit 219,94 Punkten die Silbermedaille hinter Alexandra Trussowa mit 222,89.

### Saison 2019/20

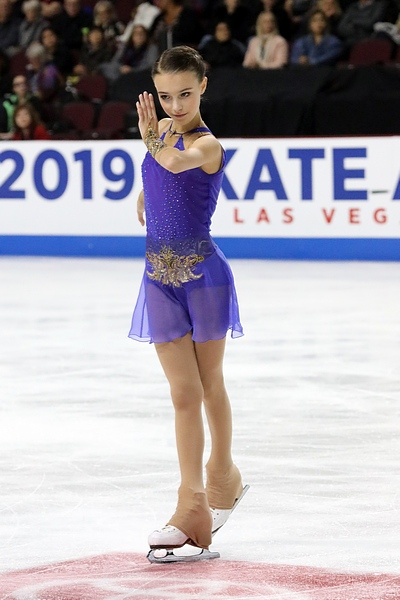
Schtscherbakowa bei Skate America 2019

Seit der Saison 2019/20 tritt Schtscherbakowa in internationalen Wettbewerben bei den erwachsenen Läufern an.
Sie begann die Saison mit einem Gewinn (mit 218,20 Punkten) der Lombardia Trophy im September 2019, bei der sie den dritten Platz im Kurzprogramm und den ersten in der Kür belegte. Ihre Landsfrau Jelisaweta Tuktamyschewa mit 214,38 Punkten belegte den zweiten Platz und die Südkoreanerin You Young mit 200,89 den dritten Platz.
Beim Grand-Prix-Wettbewerb Skate America in Las Vegas am 20. Oktober 2019 hat Schtscherbakowa als erste Frau erfolgreich zwei vierfache Lutz in ihre Kür in einem internationalen Wettbewerb eingebaut. Sie gewann die amerikanische Grand-Prix-Etappe mit 227,76 Punkten und dann den Cup of China im November mit 226,04 Punkten und qualifizierte sich damit für das Grand-Prix-Finale in Turin im Dezember, wo sie mit 240,92 Punkten die Silbermedaille gewann. Aljona Kostornaja mit 247,59 Punkten belegte den ersten Platz und Alexandra Trussowa mit 233,18 Punkten den dritten Platz.
Ende Dezember 2019 gewann sie mit 261,87 Punkten ihre zweite russische Meisterschaft in Folge. Im Januar 2020 debütierte sie bei der Europameisterschaft und gewann die Silbermedaille hinter Aljona Kostornaja und vor Alexandra Trussowa. Die Eiskunstlauf-Weltmeisterschaften 2020 fielen aufgrund der COVID-19-Pandemie aus.

### Saison 2020/21
Ende Dezember 2020 gewann Schtscherbakowa mit 264,10 Punkten ihre dritte russische Meisterschaft in Folge. Ihre Kür mit zwei perfekten Vierfachsprüngen – einem Lutz und einem Flip – wurde von der russischen Presse als beste weibliche Leistung aller Zeiten gelobt.
Im März 2021 nahm die 16-Jährige an ihren ersten Eiskunstlauf-Weltmeisterschaften teil. Sie gewann mit 233,17 Punkten vor Jelisaweta Tuktamyschewa mit 220,46 Punkten und Alexandra Trussowa mit 217,20 Punkten.
Im April 2021 gab Schtscherbakowa ihr Debüt bei der World Team Trophy und gewann die Goldmedaille mit der russischen Nationalmannschaft.

### Saison 2021/22
Im Einzelwettbewerb der Olympischen Winterspiele 2022 am 17. Februar 2022 wurde Schtscherbakowa Olympiasiegerin. Im Kurzprogramm und in der Kür war sie dabei jeweils Zweite. Durch ihr fehlerfreies Kurzprogramm erreichte sie mit 80,20 Punkten fast ihre persönliche Bestleistung von 81,07 Punkten von der World Team Trophy 2021. Sie lag damit etwa zwei Punkte hinter Kamila Walijewa, knapp vor Kaori Sakamoto und 5,60 Punkte vor Alexandra Trussowa. In der Kür stellte Schtscherbakowa mit 175,75 Punkten eine neue persönliche Bestleistung auf. Alle von ihr gezeigten Elemente, darunter zwei vierfache Flip, erhielten hohe Zuschläge für ihre gute Ausführung. Auch Trussowa stellte mit 177,13 Punkten in der Kür, sie zeigte fünf Vierfachsprünge, eine persönliche Bestleistung auf, während Walijewa nach zwei Stürzen Vierte in der Kür wurde. Im Gesamtergebnis gewann Schtscherbakowa mit einer persönlichen Bestleistung von 255,95 Punkten die olympische Goldmedaille.
Bei den Europameisterschaften 2022 belegte Schtscherbakowa zunächst den zweiten Platz. Nachdem im Januar 2024 Kamila Walijewa wegen Dopings rückwirkend für vier Jahre gesperrt wurde, wurde Schtscherbakowa nachträglich der Titel der Europameisterin zuerkannt.

## Ergebnisse
| Meisterschaft / Jahr                                                  | 2019    | 2020    | 2021    | 2022    |
| --------------------------------------------------------------------- | ------- | ------- | ------- | ------- |
| Olympische Winterspiele                                               |         |         |         | 1.      |
| Weltmeisterschaften                                                   |         | A       | 1.      |         |
| Europameisterschaften                                                 |         | 2.      | A       | 1.      |
| Russische Meisterschaften                                             | 1.      | 1.      | 1.      | 2.      |
| Wettbewerb / Saison                                                   | 2018/19 | 2019/20 | 2020/21 | 2021/22 |
| GP-Finale                                                             |         | 2.      |         |         |
| GP Cup of China                                                       |         | 1.      |         |         |
| GP Skate America                                                      |         | 1.      |         |         |
| GP Gran Premio d’Italia                                               |         |         |         | 1.      |
| GP Internationaux de France                                           |         |         |         | 1.      |
| CS Lombardia Trophy                                                   |         | 1.      |         |         |
| GP = Grand Prix; CS = Challenger Series; A = ausgefallener Wettbewerb |         |         |         |         |

### Ergebnisse bei den Junioren
| Wettbewerb / Saison                                       | 2016/17                 | 2017/18                 | 2018/19                 |
| International: Junioren                                   | International: Junioren | International: Junioren | International: Junioren |
| --------------------------------------------------------- | ----------------------- | ----------------------- | ----------------------- |
| Juniorenweltmeisterschaften                               |                         |                         | 2.                      |
| JGP-Finale                                                |                         |                         | 5.                      |
| JGP Canada                                                |                         |                         | 1.                      |
| JGP Slovakia                                              |                         |                         | 1.                      |
| EOJF                                                      |                         |                         | 1.                      |
| National                                                  |                         |                         |                         |
| Russische Juniorenmeisterschaften                         | WD                      | 13.                     | 3.                      |
| JGP = Junior Grand Prix; WD = vor Wettkampf zurückgezogen |                         |                         |                         |